# Monster Merete
Monster Merete, född 1 maj 2017, är en svenskfödd kallblodig travhäst. Monster Merete avslutade sin tävlingskarriär 2022 efter att ha vunit 15 lopp på 51 starter och tjänat 1.724.891 svenska kronor. Hon är uppfödda av Fredrik ”Frasse” Fransson och Michaela B Fransson, Järvsö. Monster Merete är det 12:e vinstrikaste kallblodsstoet genom tiderna i Sverige.
Monster Merete blev historisk den 11 september 2021 då hon vann Norskt Hoppederby på Bjerke Travbane, Oslo. Hon var blott den andra svenskfödda stoet genom tiderna att vinna loppet som körts sedan 1982. 
Monster Merete var segerrikaste svenskfödda hästen 2021 med sina 13 segrar under året. Bland segrarna fanns bland annat Veikle Balder Cup, Sleipner Cup, Oaks-bonus och DNT's Hoppechampionat. 

### Otraditionell stamtavla
Fadern Monster Monsun var vid betäckningen av modern Stumne Stjerna inte godkänd avelshingst utan användes som så kallad ”egen hingst” där han endast tilläts betäcka två av ägarnas egna ston. Monster Monsun ratades på avelsvärderingen vid två tillfällen, men godkändes senare för kommersiell avel då hans två avkommor födda 2017, Monster Merete och Monster Mustasch, visat sig vara goda tävlingshästar. Att en icke godkänd ”egen hingst” blir far till en Derbyvinnare är ytterst unikt och har endast hänt en gång i historien.

### Avkommor
Monster Merete har efter avslutad tävlingskarriär verkat som avelsto och har hittils fått tre avkommor. 
- Stumne Hurra[5] e. Bork Odin, hingst född 28 maj 2023
- Monster Kerstin[6] e. Bork Odin, sto född 11 juni 2024
- Monster Schuvarda[7] e. Odd Herakles, född 3 juni 2025